# Liste der Biografien/Tsu
Liste der Biografien |
Portal Biografien |
Personensuche
# |
A |
B |
C |
D |
E |
F |
G |
H |
I |
J |
K |
L |
M |
N |
O |
P |
Q |
R |
S |
T |
U |
V |
W |
X |
Y |
Z |
?
 
Ta |
Tc |
Te |
Tf |
Tg |
Th |
Ti |
Tj |
Tk |
Tl |
Tm |
To |
Tq |
Tr |
Ts |
Tu |
Tv |
Tw |
Tx |
Ty |
Tz
 
Tsa |
Tsc |
Tse |
Tsh |
Tsi |
Tsj |
Tso |
Tsu |
Tsv |
Tsy |
Tsz
Die Liste der Biografien führt alle Personen auf, die in der deutschsprachigen Wikipedia einen Artikel haben. Dieses ist eine Teilliste mit 258 Einträgen von Personen, deren Namen mit den Buchstaben „Tsu“ beginnt.

## Tsu
- Tsu, Irene (* 1944), chinesisch-US-amerikanische Film- und Fernsehschauspielerin und Geschäftsfrau
- Tsu, Raphael (* 1932), chinesisch-US-amerikanischer Physiker

### Tsub
- Tsubaki, Chinzan (1801–1854), japanischer Maler
- Tsubaki, Izumi, japanische Mangaka
- Tsubaki, Naoki (* 2000), japanischer Fußballspieler
- Tsubaki, Sadao (1896–1957), japanischer Maler im Yōga-Stil
- Tsubasa, Makoto (* 1964), japanische Takarasienne, Produzentin
- Tsuboi, Gustavo (* 1985), brasilianischer Tischtennisspieler
- Tsuboi, Kazuma (* 1998), japanischer Fußballspieler
- Tsuboi, Keisuke (* 1979), japanischer Fußballspieler
- Tsuboi, Kiyoshirō (* 2000), japanischer Fußballspieler
- Tsuboi, Kumezō (1859–1936), japanischer Historiker
- Tsuboi, Sakae (1900–1967), japanische Schriftstellerin und Kinderbuch-Autorin
- Tsuboi, Shigeji (1898–1975), japanischer Lyriker und Essayist
- Tsuboi, Shōgorō (1863–1913), japanischer Ethnologe
- Tsuboi, Shou (* 1995), japanischer Automobilrennfahrer
- Tsuboi, Tatsuya (* 2002), japanischer Eiskunstläufer
- Tsuboi, Tomoya (* 1996), japanischer Boxer und Boxweltmeister
- Tsuboi, Yūya (* 1999), japanischer Fußballspieler
- Tsubokawa, Hiroyuki (* 1997), japanischer Fußballspieler
- Tsubokawa, Takemitsu (1909–1940), japanischer Skisportler
- Tsubota Jōji (1890–1982), japanischer Schriftsteller
- Tsubota, Kazumi (* 1956), japanischer Fußballspieler und -trainer
- Tsubota, Yuki (* 1994), kanadische Freestyle-Skierin
- Tsubouchi, Shōyō (1859–1935), japanischer Schriftsteller
- Tsubouchi, Shūsuke (* 1983), japanischer Fußballspieler
- Tsuboyama, Luis, peruanischer Diplomat
- Tsuburaya, Eiji (1901–1970), japanischer Spezialeffektkünstler und Kameramann
- Tsuburaya, Kōkichi (1940–1968), japanischer Langstreckenläufer

### Tsuc
- Tsuchida, Bakusen (1887–1936), japanischer Maler
- Tsuchida, Hisashi (* 1967), japanischer Fußballtorhüter
- Tsuchida, Masao (* 1953), japanischer Badmintonspieler
- Tsuchida, Tetsuya (* 1972), japanischer Fußballspieler
- Tsuchida, Wakako (* 1974), japanische Behindertensportlerin
- Tsuchihashi, Masaki (* 1972), japanischer Fußballspieler
- Tsuchihashi, Tomoka (* 1995), japanische Sprinterin
- Tsuchihashi, Yūki (* 1980), japanische Fußballspielerin
- Tsuchikawa, Akira, japanischer Astronom
- Tsuchimikado (1196–1231), 83. Tennō von Japan
- Tsuchimoto, Noriaki (1928–2008), japanischer Filmregisseur, Drehbuchautor und Filmproduzent
- Tsuchiura, Nobuko (1900–1998), japanische Architektin und Fotografin
- Tsuchiya, Akihiro (* 1943), japanischer Mathematiker
- Tsuchiya, Anna (* 1984), japanische Sängerin und Schauspielerin
- Tsuchiya, Bunmei (1890–1990), japanischer Lyriker
- Tsuchiya, Kaito (* 2006), japanischer Fußballspieler
- Tsuchiya, Keiichi (* 1956), japanischer Rennfahrer
- Tsuchiya, Masae (* 1996), japanische Skilangläuferin
- Tsuchiya, Masami (* 1952), japanischer Komponist, Gitarrist, Produzent und Sänger
- Tsuchiya, Masami (1965–2018), japanischer Anhänger der religiösen Bewegung Aum Shinrikyo
- Tsuchiya, Ryōsuke (* 1994), japanischer Eisschnellläufer
- Tsuchiya, Takao (1896–1988), japanischer Wirtschaftswissenschaftler
- Tsuchiya, Takeshi (* 1972), japanischer Autorennfahrer
- Tsuchiya, Takumi (* 2003), japanischer Fußballspieler
- Tsuchiya, Tao (* 1995), japanische SchauspielerinTao Tsuchiya (* 1995)

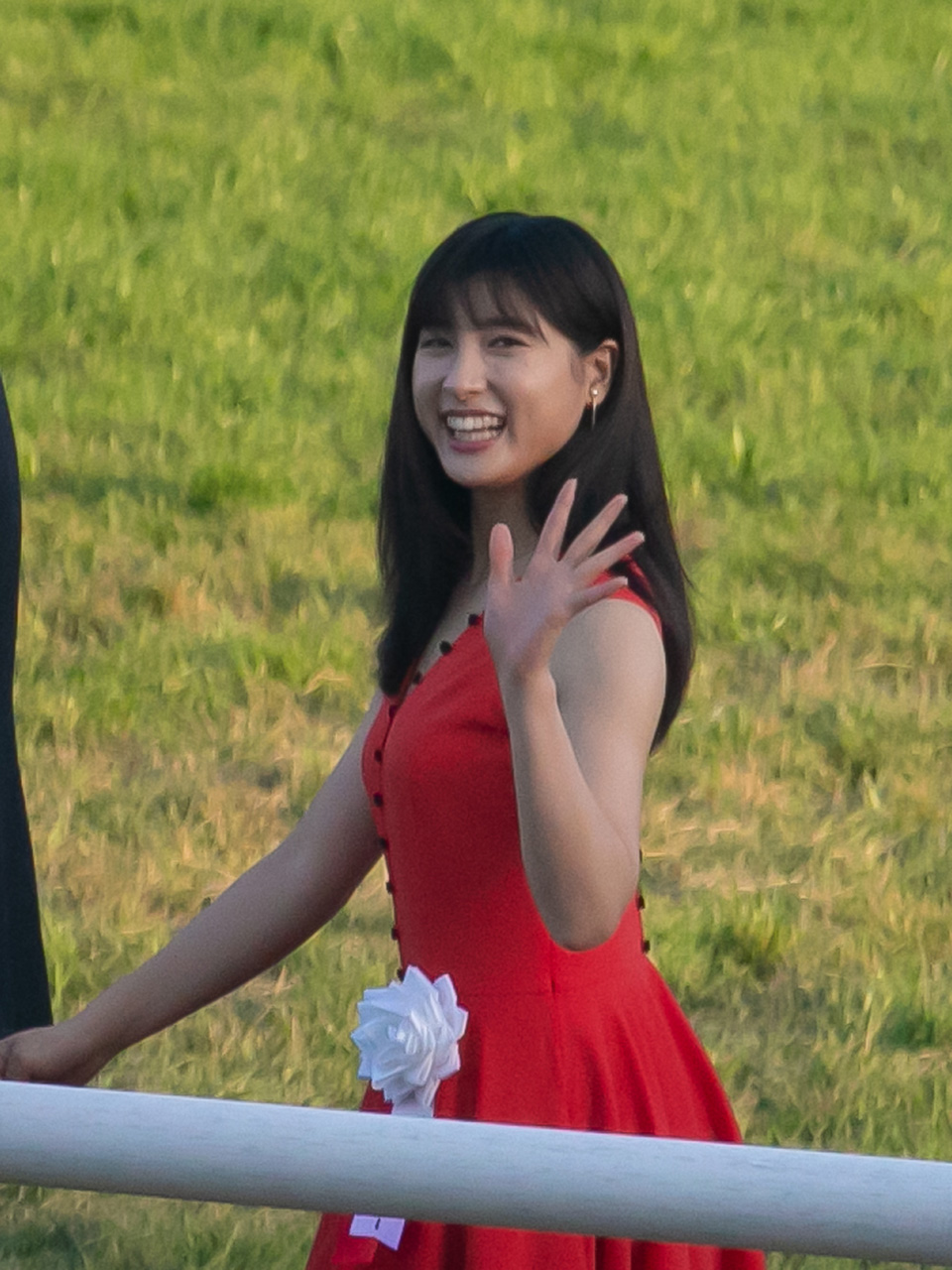
Tao Tsuchiya (* 1995)

- Tsuchiya, Tilsa (1928–1984), peruanische Malerin
- Tsuchiya, Yoshio (1927–2017), japanischer Schauspieler
- Tsuchiya, Yukio (* 1974), japanischer Fußballspieler

### Tsud
- Tsuda, Hisashi (1904–2002), japanischer Unternehmer
- Tsuda, Kazuki (* 1982), japanischer Fußballspieler
- Tsuda, Kyōsuke (1907–1999), japanischer Pharmazeut
- Tsuda, Mamichi (1829–1903), japanischer Politiker
- Tsuda, Masami (* 1970), japanische Manga-Zeichnerin
- Tsuda, Mikiyo, japanische Manga-Zeichnerin und Illustratorin
- Tsuda, Sanzō (1855–1891), japanischer Polizist und Attentäter auf den späteren russischen Zaren
- Tsuda, Seifū (1880–1978), japanischer Maler
- Tsuda, Seiichirō (1906–1991), japanischer Lang- und Mittelstreckenläufer
- Tsuda, Sen (1837–1908), japanischer Agrarwissenschaftler
- Tsuda, Shieriai (* 1996), japanische Hochspringerin
- Tsuda, Sōgyū († 1591), japanischer Meister der Teekunst
- Tsuda, Sōkichi (1873–1961), japanischer Historiker
- Tsuda, Takashi (* 1930), japanischer Literaturkritiker
- Tsuda, Takuma (* 1980), japanischer Fußballspieler
- Tsuda, Tomohiro (* 1986), japanischer Fußballspieler
- Tsuda, Umeko (1864–1929), japanische Pädagogin
- Tsuda, Yukio (1917–1979), japanischer Fußballspieler

### Tsue
- Tsuei, Chang C., taiwanisch-US-amerikanischer Festkörperphysiker

### Tsug
- Tsuga, Teishō (1718–1794), japanischer Schriftsteller
- Tsugami, Kenta (* 1965), japanischer Jazzmusiker (Saxophone)
- Tsuge, Yoshiharu (* 1937), japanischer Manga-Zeichner
- Tsugitani, Shōzō (1940–1978), japanischer Fußballspieler
- Tsugunaga, Momoko (* 1992), japanisches Idol

### Tsuh
- Tsuha, Hibiki (* 1998), japanischer Weitspringer

### Tsui
- Tsui, Chi Ho (* 1990), hongkong-chinesischer Sprinter
- Tsui, Daniel Chee (* 1939), chinesisch-amerikanischer Physiker, Nobelpreisträger für Physik
- Tsui, Hark (* 1950), chinesisch-vietnamesischer Regisseur und ProduzentTsui Hark (* 1950)

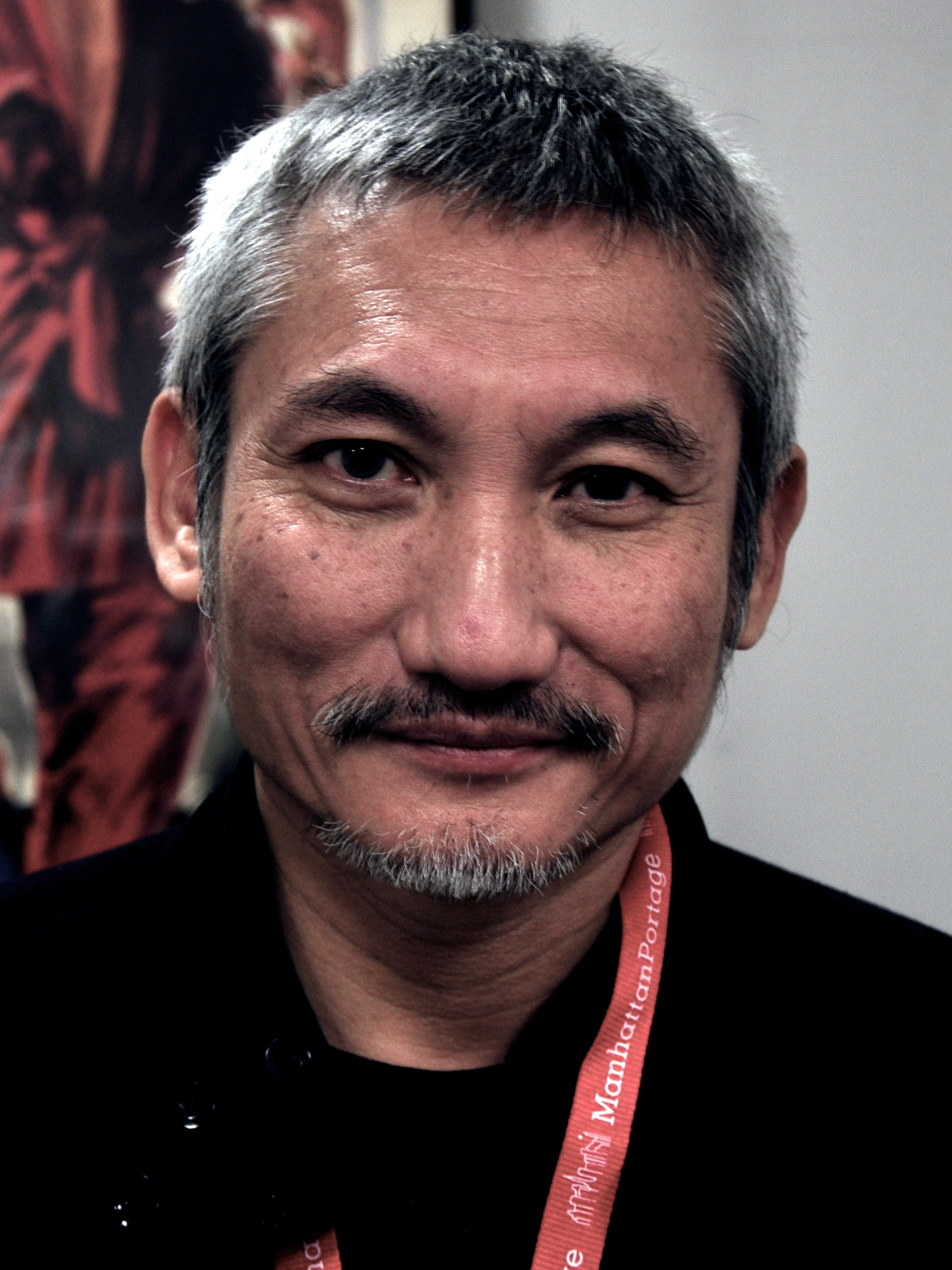
Tsui Hark (* 1950)

- Tsui, Hsiu-Li (* 1973), taiwanische Tischtennisspielerin
- Tsui, Lap-Chee (* 1950), chinesisch-kanadischer Genetiker und Präsident der Universität Hongkong
- Tsui, Max (* 1979), deutscher Kameramann
- Tsui, Sam (* 1989), US-amerikanischer Musiker
- Tsui, Tin-Chau (* 1958), niederländischer Sinologe mit chinesischen Wurzeln
- Tsuiki, Satoshi (* 1992), japanischer Volleyballspieler

### Tsuj
- Tsuji Masanobu (1900–1961), Oberst der kaiserlich japanischen Armee
- Tsuji Ryōichi (1914–2013), japanischer Schriftsteller
- Tsuji, Ayano (* 1978), japanische Sängerin
- Tsuji, Hikaru (1923–2024), japanischer Germanist
- Tsuji, Hisashi (1884–1974), japanischer Maler im Yōga-Stil
- Tsuji, Hitonari (* 1959), japanischer Schriftsteller, Musiker, Fotograf und Filmregisseur
- Tsuji, Jirō (1927–2022), japanischer Chemiker
- Tsuji, Jun (* 1884), japanischer Dadaist
- Tsuji, Kakō (1871–1931), japanischer Maler
- Tsuji, Kazuhiro (* 1969), japanischer Maskenbildner
- Tsuji, Kunio (1925–1999), japanischer Schriftsteller
- Tsuji, Masanori (1946–1985), japanischer Radrennfahrer
- Tsuji, Masao (* 1987), japanischer Fußballspieler
- Tsuji, Shūgo (* 1997), japanischer Fußballspieler
- Tsuji, Toshihiro, japanischer Badmintonspieler
- Tsuji, Yoshimitsu (* 1984), japanischer Straßenradrennfahrer
- Tsuji, Yoshitaka (* 1978), japanischer Jazzmusiker (Piano)
- Tsuji, Zennosuke (1877–1955), japanischer Historiker und Buddhismus-Forscher
- Tsujii, Nobuyuki (* 1988), japanischer klassischer PianistNobuyuki Tsujii (* 1988)

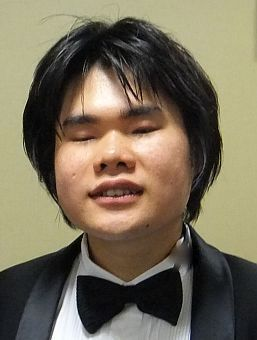
Nobuyuki Tsujii (* 1988)

- Tsujiko, Yorikatsu (* 1984), japanischer Autorennfahrer
- Tsujimoto, Kiyomi (* 1960), japanische Politikerin
- Tsujimoto, Mitsumaru (1877–1940), japanischer Chemiker
- Tsujimoto, Shigeki (* 1979), japanischer Fußballspieler
- Tsujimura, Jusaburō (1933–2023), japanischer Autor von Puppenspielen, Puppenspieler und Puppenhersteller
- Tsujimura, Michiyo (1888–1969), japanische Biochemikerin und Hochschullehrerin
- Tsujimura, Mizuki (* 1980), japanische Schriftstellerin
- Tsujio, Shinji (* 1985), japanischer Fußballspieler
- Tsujioka, Yuma (* 2001), japanischer Fußballspieler
- Tsujita, Yasumasa (* 1964), japanischer Badmintonspieler
- Tsujitani, Kōji (1962–2018), japanischer Synchronsprecher, Schauspieler, Erzähler und Anime-Regisseur
- Tsujiura, Keiichi (* 1980), japanischer Cyclocrossfahrer

### Tsuk
- Tsuka, Kōhei (1948–2010), koreanisch-japanischer Dramatiker, Regisseur und Theaterleiter
- Tsukada, Maki (* 1982), japanische Judoka
- Tsukada, Masaaki (1938–2014), japanischer Synchronsprecher (Seiyū)
- Tsukada, Osamu (1886–1942), japanischer Generalleutnant und stellvertretender Generalstabschef
- Tsukada, Rikichi (1892–1958), japanischer Generalleutnant
- Tsukada, Shōgo (* 1993), japanischer Fußballspieler
- Tsukada, Yūji (* 1957), japanischer Fußballspieler
- Tsukagawa, Kōki (* 1994), japanischer Fußballspieler
- Tsukahara Bokuden (1489–1571), japanischer Schwertkämpfer
- Tsukahara, Mitsuo (* 1947), japanischer Kunstturner
- Tsukahara, Naoki (* 1985), japanischer Sprinter
- Tsukahara, Naoya (* 1977), japanischer Kunstturner
- Tsukakoshi, Kimie (* 1999), australische Schauspielerin, Sängerin und Tänzerin
- Tsukakoshi, Kōdai (* 1986), japanischer Automobilrennfahrer
- Tsukamoto, Akimasa (* 1969), japanischer Fußballspieler
- Tsukamoto, Ann (* 1952), asiatisch-US-amerikanische Stammzellenforscherin
- Tsukamoto, Dai (* 2001), japanischer Fußballspieler
- Tsukamoto, Hideki (* 1973), japanischer Fußballspieler
- Tsukamoto, Kōichi (1920–1998), japanischer Unternehmer
- Tsukamoto, Kunio (1920–2005), japanischer Lyriker
- Tsukamoto, Saburō (1927–2020), japanischer Politiker
- Tsukamoto, Shin’ya (* 1960), japanischer Regisseur und SchauspielerShin’ya Tsukamoto (* 1960)

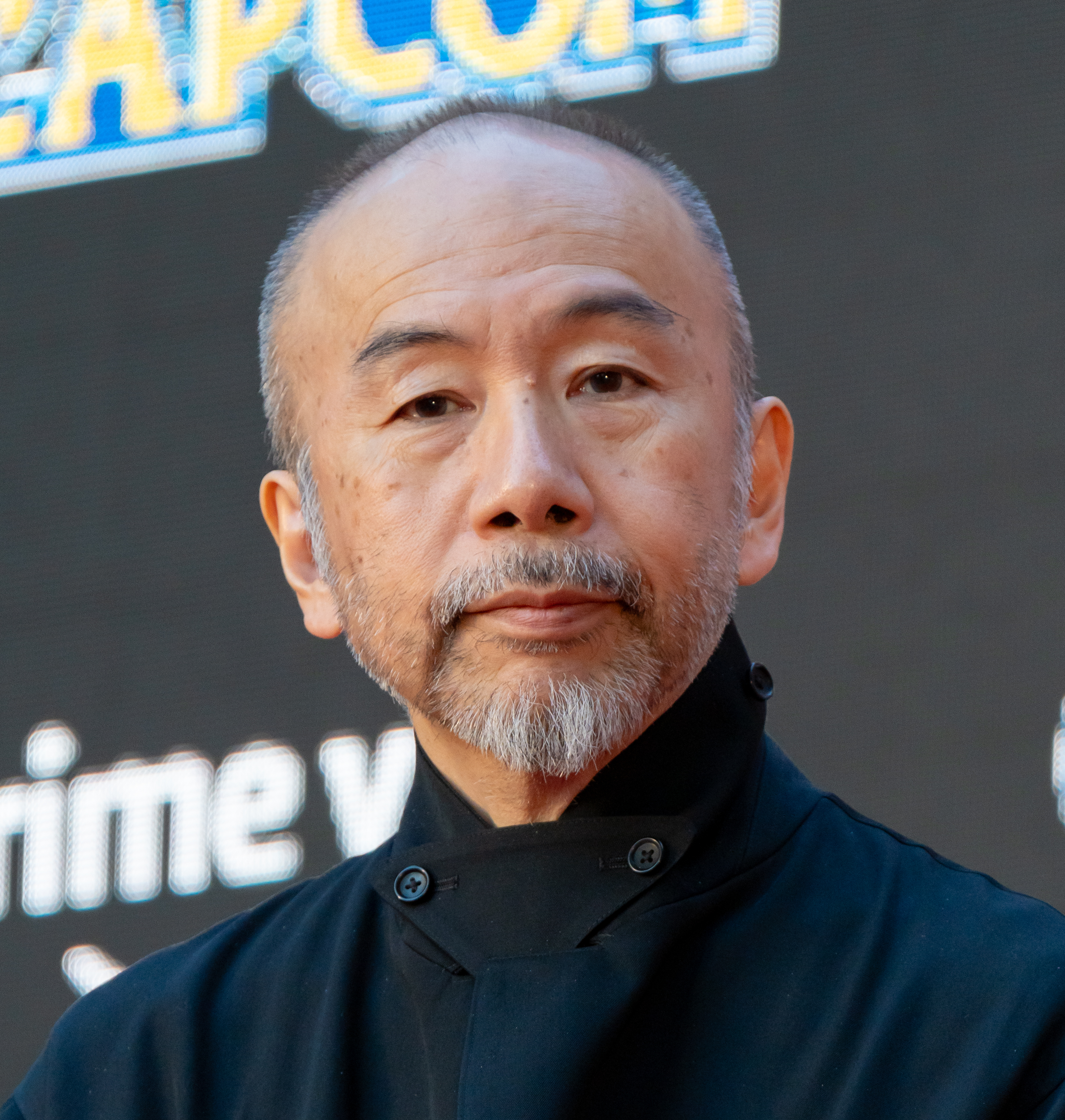
Shin’ya Tsukamoto (* 1960)

- Tsukamoto, Taishi (* 1985), japanischer Fußballspieler
- Tsukano, Masaki (* 1970), japanischer Fußballspieler
- Tsukasa, Yōko (* 1934), japanische Schauspielerin
- Tsukegi, Yuya (* 1994), japanischer Fußballspieler
- Tsukidate, Ikuyo (* 1977), japanische Biathletin
- Tsukimi Namiki (* 1998), japanische Boxerin im Fliegengewicht
- Tsukino, Jōgi (* 1970), japanischer Mangaka
- Tsukioka, Hiromi, japanische Badmintonspielerin
- Tsukioka, Yoshitoshi (1839–1892), japanischer Großmeister des japanischen FarbholzschnittsTsukioka Yoshitoshi (1839–1892)

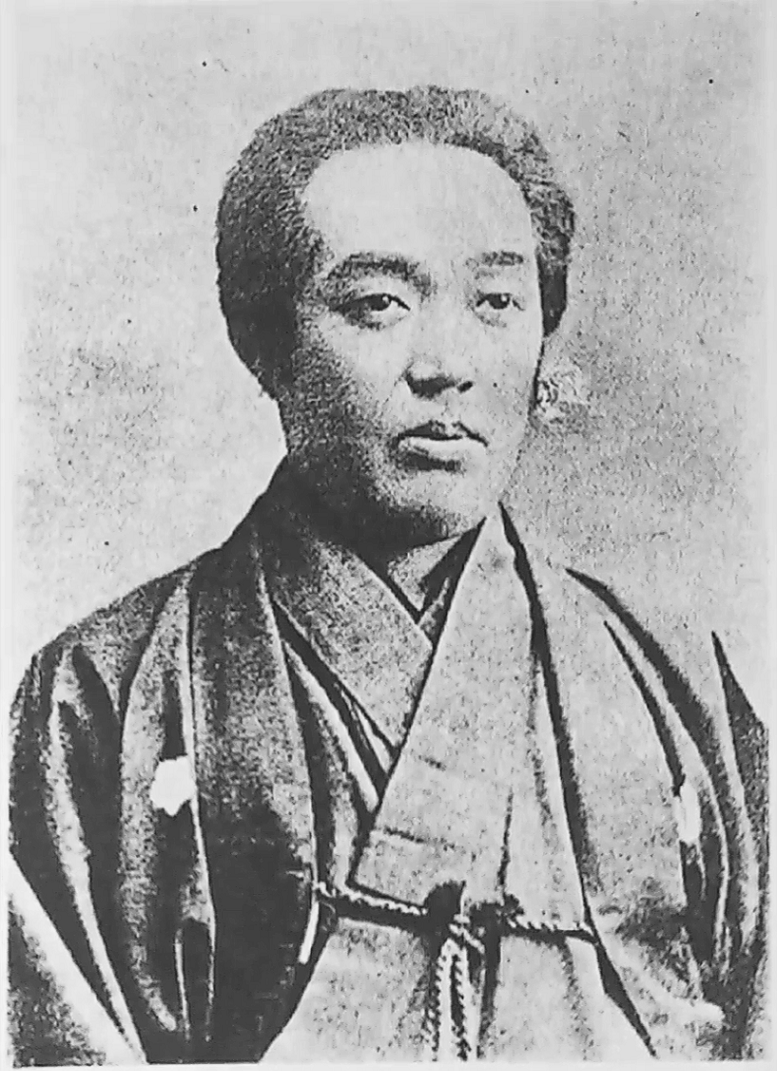
Tsukioka Yoshitoshi (1839–1892)

- Tsukita, Yugo (* 1976), japanischer Freestyle-Skisportler
- Tsukitate, Norio (* 1960), japanischer Fußballspieler und -trainer
- Tsukiyo, Rui, japanischer Romancier und Mangaka
- Tsukuba, Sakura, japanische Manga-Zeichnerin
- Tsukuda, Kensuke (* 1977), japanischer Fußballspieler
- Tsukue, Ryūnosuke (* 1997), japanischer Squashspieler
- Tsukui, Keisuke (* 2004), japanischer Fußballspieler
- Tsukui, Takumi (* 2002), japanischer Fußballspieler

### Tsul
- Tsültrim, Tsanlha Ngawang (1930–2025), tibetisch-chinesischer buddhistischer Mönch, Kommunist und Tibetologe

### Tsum
- Tsumaki, Banzan (1662–1730), japanischer Dichter
- Tsumba, Tatenda (* 1991), simbabwischer Sprinter
- Tsumita, Keisuke (* 1993), japanischer Fußballspieler
- Tsumugi, Taku (* 1964), japanische Manga-Zeichnerin
- Tsumura, Hideo (1907–1985), japanischer Filmkritiker
- Tsumura, Kikuko (* 1978), japanische Schriftstellerin
- Tsumura, Reijirō (* 1942), japanischer Nō-Schauspieler
- Tsumura, Setsuko (* 1928), japanische Schriftstellerin
- Tsumuraya, Yoshihiro (* 1964), japanischer Radrennfahrer

### Tsun
- Tsunada, Taishi (* 1984), japanischer Fußballspieler
- Tsunami, Satoshi (* 1961), japanischer Fußballspieler und -trainer
- Tsunami, Yūta (* 1992), japanischer Fußballspieler
- Tsunashima, Ryōsen (1873–1907), japanischer religiös-orientierter Denker und Autor
- Tsunashima, Yuto (* 2000), japanischer Fußballspieler
- Tsundue Pema Lhamo (1886–1922), bhutanische Königsgemahlin
- Tsunematsu, Tomonori (* 1976), japanischer Fußballspieler
- Tsunemoto, Keigo (* 1998), japanischer FußballspielerKeigo Tsunemoto (* 1998)

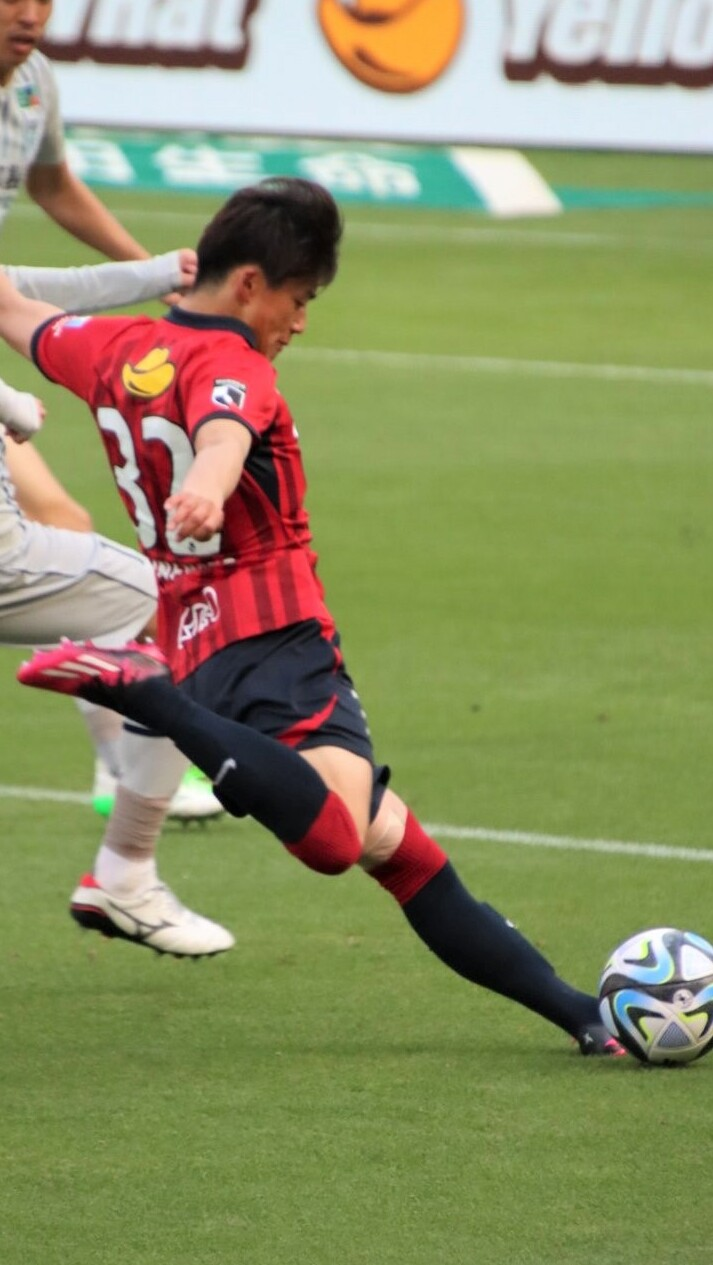
Keigo Tsunemoto (* 1998)

- Tsunenohana, Kan’ichi (1896–1960), japanischer Sumōringer und 31. Yokozuna
- Tsuneoka, Bunki (1898–1979), japanischer Maler der Nihonga-Richtung
- Tsunetō, Kyō (1888–1967), japanischer juristischer Gelehrter
- Tsuneyama, Kanta (* 1996), japanischer Badmintonspieler
- Tsunku (* 1968), japanischer Sänger, Songwriter und Produzent
- Tsuno, Yūko (* 1966), japanische Manga-Zeichnerin
- Tsunoda, Ai (* 2002), spanische Judoka
- Tsunoda, Keisuke (1933–2024), japanischer Tischtennisspieler
- Tsunoda, Ken’ichi (* 1951), japanischer Jazzmusiker und Bigband-Leader
- Tsunoda, Natsumi (* 1992), japanische Judoka
- Tsunoda, Ryō (* 1990), japanischer Biathlet und Skilangläufer
- Tsunoda, Ryōtarō (* 1999), japanischer Fußballspieler
- Tsunoda, Ryūsaku (1877–1964), japanischer Historiker und Pädagoge
- Tsunoda, Yūki (* 2000), japanischer AutomobilrennfahrerYūki Tsunoda (* 2000)

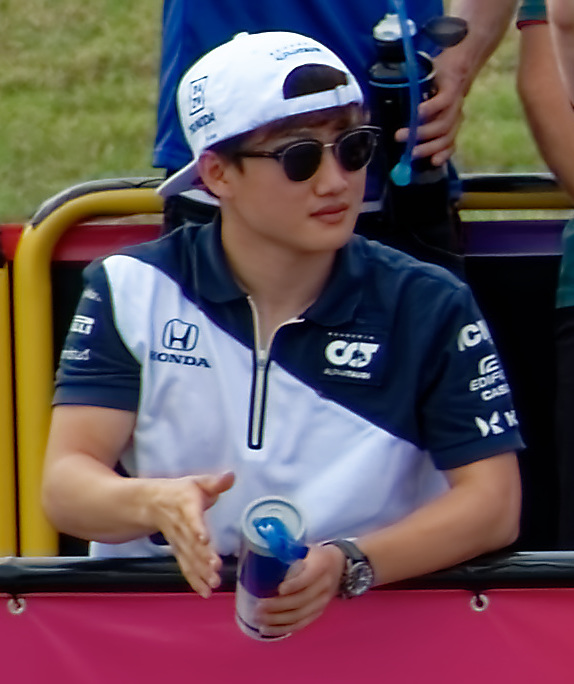
Yūki Tsunoda (* 2000)

### Tsur
- Tsur, Jacob (1906–1990), israelischer Diplomat und Zionist
- Tsurita, Kuniko (1947–1985), japanische Mangaka
- Tsuru, Shigeto (1912–2006), japanischer Ökonom
- Tsuruga, Akiko, japanische Jazzmusikerin
- Tsuruga, Makoto (* 1977), japanischer Curler
- Tsuruga, Sakae, japanischer Skispringer
- Tsuruhara, Koga (* 2000), japanischer Fußballspieler
- Tsuruho, Yōsuke (* 1967), japanischer Politiker
- Tsurumaki, Kazuya (* 1966), japanischer Anime-Filmregisseur
- Tsurumaki, Kento (* 1987), japanischer Fußballspieler
- Tsurumi, Shūji (* 1938), japanischer Kunstturner
- Tsurumi, Shunsuke (1922–2015), japanischer Philosoph und Gesellschaftskritiker
- Tsurumi, Tomoyoshi (* 1979), japanischer Fußballspieler
- Tsurumi, Toshitaka (* 1986), japanischer Fußballspieler
- Tsurumi, Yūsuke (1885–1973), japanischer Kritiker, Schriftsteller und Politiker.
- Tsurunen, Marutei (* 1940), japanischer Politiker
- Tsuruno, Reiju (* 2001), japanischer Fußballspieler
- Tsuruno, Taiki (* 1990), japanischer Fußballspieler
- Tsuruoka, Keiichi (* 1940), japanischer Politiker
- Tsuruoka, Kentarō (* 1974), japanischer Snowboarder
- Tsuruoka, Masao (1907–1979), japanischer Maler
- Tsuruta, Kenji (* 1961), japanischer Manga-Zeichner, Illustrator und Charakterdesigner
- Tsuruta, Michihiro (* 1968), japanischer Fußballspieler
- Tsuruta, Remi (* 1997), japanische Sprinterin
- Tsuruta, Sachiko, US-amerikanische Astrophysikerin
- Tsuruta, Tatsuya (* 1982), japanischer Fußballspieler
- Tsuruta, Tomoya (1902–1988), japanischer Schriftsteller
- Tsuruta, Yoshiyuki (1903–1986), japanischer Schwimmer
- Tsurutani, Kaori, japanische Mangaka
- Tsuruya, Kōkei (* 1946), japanischer Holzschnittkünstler
- Tsuruya, Namboku IV. (1755–1829), japanischer Kabuki-Autor

### Tsus
- Tsushima, Keiko (1926–2012), japanische Schauspielerin
- Tsushima, Kyōichi (* 1954), japanischer Politiker
- Tsushima, Mitsutoshi (* 1974), japanischer Fußballspieler
- Tsushima, Yūji (1930–2023), japanischer Politiker
- Tsushima, Yūko (1947–2016), japanische Schriftstellerin

### Tsut
- Tsuta, Hayate (* 1995), japanischer Fußballspieler
- Tsutakawa, George (1910–1997), US-amerikanischer Maler, Bildhauer und Kunstprofessor
- Tšutšelov, Grigori (1907–1943), estnischer Fußballnationalspieler
- Tšutšelov, Johan (* 1912), estnischer Fußballspieler
- Tsutsue, Kaito (* 1998), japanischer Hürdenläufer
- Tsutsui, Junkei (1549–1584), japanischer Daimyō
- Tsutsui, Noriaki (* 1976), japanischer Fußballspieler
- Tsutsui, Shan (* 1971), US-amerikanischer Politiker
- Tsutsui, Yasutaka (* 1934), japanischer Schriftsteller
- Tsutsui, Yoshinobu, japanischer Manager
- Tsutsumi, Dice (* 1974), japanisch-US-amerikanischer und Illustrator
- Tsutsumi, Kengo (* 1978), japanischer Fußballspieler
- Tsutsumi, Seiji (1927–2013), japanischer Unternehmer, Schriftsteller und Dichter
- Tsutsumi, Seiji (* 2002), japanischer Fußballspieler
- Tsutsumi, Shin’ichi (* 1964), japanischer Schauspieler
- Tsutsumi, Shunsuke (* 1987), japanischer Fußballspieler
- Tsutsumi, Tsuyoshi (* 1942), japanischer Cellist und Musikpädagoge
- Tsutsumi, Yasujirō (1889–1964), japanischer Politiker und Unternehmer
- Tsutsumi, Yoshiaki (* 1934), japanischer Unternehmer
- Tsutsumi, Yūji (* 1989), japanischer Diskuswerfer

### Tsuy
- Tsuyama, Hiromi (* 1995), japanischer Handballspieler
- Tsuyuguchi, Shigeru (* 1932), japanischer Schauspieler
- Tsuyuki, Katie (* 1982), kanadische Snowboarderin
- Tsuyuki, Kazuto (* 1984), japanischer Fußballspieler

### Tsuz
- Tsuzawa, Hisashi (* 1948), japanischer Judoka
- Tsuzuki, Amuro (* 2001), japanische Surferin
- Tsuzuki, Ryōta (* 1978), japanischer Fußballtorhüter
- Tsuzuki, Tōru, japanischer Jazzmusiker
- Tsuzumi, Tsuneyoshi (1887–1981), japanischer Germanist